# Nelly Furtado díjai
| Év                          | Díj                                                                | Kategória                                | Dalcím                                                                 | Eredmény     |        |
| --------------------------- | ------------------------------------------------------------------ | ---------------------------------------- | ---------------------------------------------------------------------- | ------------ | ------ |
| 2001                        | Radio Music Awards                                                 | A legtöbbet kért dal                     | Turn off the Light                                                     | Nyert        |        |
| 2001                        | Billboard Music Video Awards                                       | Legjobb klip új előadótól (pop műfajban) | I'm like a Bird                                                        | Nyert        |        |
| 2001                        | Juno Awards                                                        | Legjobb új előadó                        |                                                                        | Nyert        |        |
| 2001                        | Juno Awards                                                        | Legjobb Kislemez                         | I'm like a Bird                                                        | Nyert        |        |
| 2001                        | Juno Awards                                                        | Legjobb Dalszerző                        | Turn off the Light, I'm like a Bird, …On the Radio (Remember the Days) | Nyert        |        |
| 2001                        | Juno Awards                                                        | Legjobb Producer                         | I'm like a Bird, Turn off the Light (Gerald Eatonnal és Brian Westtel) | Nyert        |        |
| 2001                        | Juno Awards                                                        | Legjobb Pop Album                        | Whoa, Nelly!                                                           | Jelölt       |        |
| 2001                        | Juno Awards                                                        | West Coast Music Awards                  | Az Év Producere                                                        | Whoa, Nelly! | Nyert  |
| 2001                        | Legjobb Pop/Dance Album                                            | West Coast Music Awards                  | Nyert                                                                  | Whoa, Nelly! |        |
| 2001                        | Az Év Női Előadója                                                 | West Coast Music Awards                  |                                                                        | Nyert        |        |
| 2001                        | Legjobb Saját Debütálás                                            | West Coast Music Awards                  | Whoa, Nelly!                                                           | Nyert        |        |
| 2001                        | My VH1 Awards                                                      | Welcome to the Big Time Award            |                                                                        | Jelölt       |        |
| 2001                        | 2002                                                               | American Music Awards                    | Kedvenc Pop/Rock Új Előadó                                             |              | Jelölt |
| Much Music Video Awards     | 2002                                                               |                                          | …On the Radio (Remember the Days)                                      | Nyert        |        |
| Much Music Video Awards     | 2002                                                               | Kedvenc Kanadai Előadó                   |                                                                        | Nyert        |        |
| NAACP Image Awards          | 2002                                                               | Új Előadó                                |                                                                        | Jelölt       |        |
| Canadian Radio Music Awards | 2002                                                               | Leghosszabb Ideig a Toppon Díj           |                                                                        | Nyert        |        |
| Grammy Awards               | 2002                                                               | Legjobb Női Pop Előadás                  | I'm like a Bird                                                        | Nyert        |        |
| Grammy Awards               | 2002                                                               | Az Év Dala                               | I'm like a Bird                                                        | Jelölt       |        |
| Grammy Awards               | 2002                                                               | Legjobb Pop Album                        | Whoa, Nelly!                                                           | Jelölt       |        |
| Grammy Awards               | 2002                                                               | Legjobb Új Előadó                        |                                                                        | Jelölt       |        |
| Juno Awards                 | 2002                                                               | Legjobb Előadó                           |                                                                        | Jelölt       |        |
| Juno Awards                 | 2002                                                               | Legjobb Album                            | Whoa, Nelly!                                                           | Jelölt       |        |
| ASCAP Awards                | 2002                                                               | Pop Zene Díj                             | I'm like a Bird                                                        | Nyert        |        |
| 2004                        | Juno Awards                                                        | Az Év Kislemeze                          | Powerless (Say What You Want)                                          | Nyert        |        |
| 2004                        | Juno Awards                                                        | Az Év Előadója                           |                                                                        | Jelölt       |        |
| 2004                        | Juno Awards                                                        | Az Év Zeneszerzője                       | Saturdays, Powerless (Say What You Want), Childhood Dreams             | Jelölt       |        |
| 2004                        | Juno Awards                                                        | Az Év Albuma                             | Folklore                                                               | Jelölt       |        |
| 2004                        | Juno Awards                                                        | Legjobb Pop Album                        | Folklore                                                               | Jelölt       |        |
| 2005                        | Juno Awards                                                        | Jack Richardson Év Producere             | Try, Explode (Trackkel & Fielddal)                                     | Jelölt       |        |
| 2006                        | Teen Choice Awards                                                 | Choice V Cast Music Artist               |                                                                        | Nyert        |        |
| 2006                        | Teen Choice Awards                                                 | A Nyár Slágere                           | Promiscuous (featuring Timbaland)                                      | Nyert        |        |
| 2006                        | Teen Choice Awards                                                 | Zene – R&B/Hip Hop Dal                   | Promiscuous (featuring Timbaland)                                      | Nyert        |        |
| 2006                        | MTV Video Music Awards                                             | Legjobb Pop Videó                        | Promiscuous (featuring Timbaland)                                      | Jelölt       |        |
| 2006                        | MTV Video Music Awards                                             | Legjobb Női Videó                        | Promiscuous (featuring Timbaland)                                      | Jelölt       |        |
| 2006                        | MTV Video Music Awards                                             | Legjobb Dance Videó                      | Promiscuous (featuring Timbaland)                                      | Jelölt       |        |
| 2006                        | MTV Video Music Awards Latin America/Los Premios MTV Latin America | Legjobb Nemzetközi Pop Előadó            |                                                                        | Jelölt       |        |
| 2006                        | MTV Europe Music Awards                                            | Legjobb Női Előadó                       |                                                                        | Jelölt       |        |
| 2006                        | MTV Europe Music Awards                                            | Legjobb Dal                              | Maneater                                                               | Jelölt       |        |
| 2006                        | MTV Europe Music Awards                                            | Legjobb Album                            | Loose                                                                  | Jelölt       |        |
| 2006                        | American Music Awards                                              | Kedvenc Pop/Rock Női Előadó              |                                                                        | Jelölt       |        |
| 2006                        | World Music Awards                                                 | Legjobb Pop/Rock Előadó                  | Loose                                                                  | Nyert        |        |
| 2006                        | Billboard Music Awards                                             | Hot 100 Az ÉV Kislemeze                  | Promiscuous                                                            | Jelölt       |        |
| 2006                        | Billboard Music Awards                                             | Az Év Pop Kislemeze                      | Promiscuous                                                            | Nyert        |        |
| 2006                        | Groovevolt Music & Fashion Awards                                  | Az Év Dala                               | Promiscuous                                                            | Jelölt       |        |
| 2006                        | Groovevolt Music & Fashion Awards                                  | Legjobb Női Pop Album                    | Loose                                                                  | Jelölt       |        |
| 2006                        | Groovevolt Music & Fashion Awards                                  | Legjobb Együttműködés, Duo vagy Csapat   | Promiscuous                                                            | Jelölt       |        |
| 2006                        | Groovevolt Music & Fashion Awards                                  | Legjobb Dal az Albumról (nem kislemez)   | Afraid                                                                 | Jelölt       |        |
| 2007                        | People's Choice Awards                                             | Kedvenc Pop Dal                          | Promiscuous                                                            | Jelölt       |        |
| 2007                        | NRJ Music Awards                                                   | Az Év Nemzetközi Kislemeze               |                                                                        | Nyert        |        |
| 2007                        | NRJ Music Awards                                                   | Az Év Nemzetközi Dala                    | Maneater                                                               | Jelölt       |        |
| 2007                        | Grammy Awards                                                      | Legjobb Pop Együttműködés Vokálokkal     | Promiscuous (featuring Timbaland)                                      | Jelölt       |        |
| 2007                        | 2007 BRIT Awards                                                   | Nemzetközi Soló Előadó                   |                                                                        | Nyert        |        |
| 2007                        | German Echo Awards                                                 | Az ÉV Nemzetközi Női Előadója            |                                                                        | Jelölt       |        |
| 2007                        | Juno Awards                                                        | Juno Rajongók Választása                 |                                                                        | Nyert        |        |
| 2007                        | Juno Awards                                                        | Az Év Kislemeze                          | Promiscuous (featuring Timbaland)                                      | Nyert        |        |
| 2007                        | Juno Awards                                                        | Az Év Albuma                             | Loose                                                                  | Nyert        |        |
| 2007                        | Juno Awards                                                        | Az Év Pop Előadója                       |                                                                        | Nyert        |        |
| 2007                        | Juno Awards                                                        | Az Év Pop Albuma                         | Loose                                                                  | Nyert        |        |
|                             | Polish Awards – Fryderyki                                          | Az Év Nemzetközi Albuma                  | "Loose"                                                                | Jelölt       |        |
|                             | MTV Australia Video Music Awards 2007                              | Legszexisebb Videó                       | Maneater                                                               | Jelölt       |        |
|                             | Legjobb Női Előadó                                                 | Promiscuous                              | Jelölt                                                                 |              |        |
|                             | MUCH MUSIC AWARDS                                                  | MUCH MORE MUSIC AWARD                    | Say It Right                                                           | Jelölt       |        |
|                             | Kanadai Nemzetközi Videó                                           | Say It Right                             | Jelölt                                                                 |              |        |
|                             | Kanadai Nemzetközi Videó                                           | All Good Things (Come To An End)         | Jelölt                                                                 |              |        |
|                             | Kedvenc Kanadai Előadó                                             | Say It Right                             | Jelölt                                                                 |              |        |
|                             |                                                                    |                                          |                                                                        |              |        |